# Hans Reidelbach
Hans Reidelbach (* 8. März 1847 in Oberriedenberg; † 24. April 1911 in München) war ein deutscher Professor, Hofrat, Unternehmer und Realschullehrer. Er schrieb hauptsächlich patriotische Literatur über seine Heimat Bayern sowie viele Schulbücher.
1903 kaufte er den Steinküppel am Farnsberg, um das dortige Basaltvorkommen wirtschaftlich zu verwerten. Nachdem 1908 die Bahnstrecke Jossa–Wildflecken eröffnet worden war, baute er in Oberriedenberg ein Basaltwerk und erschloss den Steinbruch am Steinküppel über eine Seilbahn. 1911 geriet er mit dem Frack in einen Treibriemen im Basaltwerk und wurde in eine Maschine gezogen. Er starb an den Folgen der Verletzungen, die er sich dabei zugezogen hatte. Seine Witwe verkaufte das Werk noch im selben Jahr an die Leimbach & Co. G.m.b.H.

## Werke (Auswahl)
- König Ludwig I. von Bayern und seine Kunstschöpfungen, 1887/1888.
- Luipold, Prinz-Regent von Bayern. Ein vaterländisches Geschichts-Bild, 1891.
- Charakterzüge und Anekdoten als Bilder der Güte und Wohlthätigkeit an den Leben der bayerischen Könige Max Joseph I., Ludwig I. und Max Joseph. II, 1895.
- Bayern in Wort und Bild, 1899.
- Ludwig, Prinz von Bayern, Lebens- und Charakterbild, 1905.
- Bayerns Geschichte in Bild und Wort, 1908.
- Humoristische Erzählungen für jung und alt, 1911.
- König Max Joseph I. 1806–1825, 1914.